# 迪克森海峡

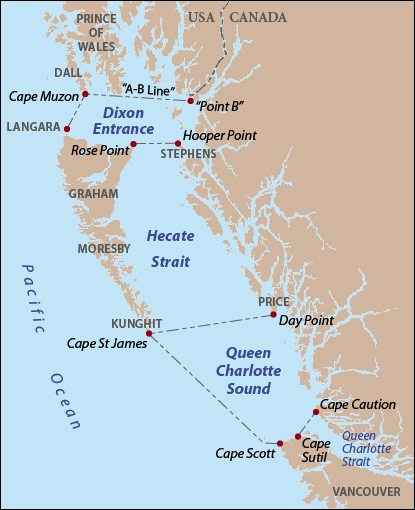
迪克森海峡的范围，图中"Point B" 至 Cape Muzon 之间的连线为美加两国边界线。

54°22′N 132°20′W / 54.367°N 132.333°W
迪克森海峡（英語：Dixon Entrance）位于加拿大不列颠哥伦比亚省与美国阿拉斯加州之间，西通北太平洋，东接加拿大的赫卡特海峡，北为美国阿拉斯加的亚历山大群岛，南为加拿大不列颠哥伦比亚省的海達瓜依，宽80公里。海峡为加拿大鲁珀特王子港主要的出海通道。
1787年，英国探险家乔治·迪克森驾驶“夏洛特王后”号穿过该海峡，次年约瑟夫·班克斯以其名字为海峡命名。